# Máscara Dorada
Metalik (Guadalajara, Jalisco, 3 de noviembre de 1988) es un luchador profesional mexicano que está firmando con All Elite Wrestling (AEW) bajo el nombre de Metalik. Es conocido por haber trabajado para la empresa estadounidense WWE, donde se presentó  bajo el nombre Gran Metalik. En adición, también ha luchado para las promociones Consejo Mundial de Lucha Libre (CMLL) como Máscara Dorada 1 en México, y New Japan Pro-Wrestling (NJPW), en Japón.

## Carrera

### Consejo Mundial de Lucha libre (2005-2016)
Máscara Dorada hizo se debut profesional dentro de la lucha libre el 8 de diciembre de 2006, después de haber sido entrenado por Gran Cochisse y El Satánico. Inicialmente luchaba bajo el nombre de Plata (conocido también como Plata II), sin embargo, duró poco tiempo con dicho nombre, ya que en julio de 2007 lo cambió por el de Metalik, con el que ganó el Campeonato de Peso Wélter de Occidente el 13 de abril de 2008 tras vencer a El Depredador. El 18 de mayo del mismo año ganó la máscara de Jeque en la Arena Coliseo de Guadalajara, sin embargo días después el título de peso wélter quedó vacante cuando Metalik comenzó a luchar en la Ciudad de México.
El 15 de junio de 2008, Metalik formó equipo con Metálico en el torneo para sacar los nuevos Campeones en Parejas de la Arena Coliseo, venciendo en la primera ronda a Artillero y Súper Comando, pero siendo derrotados en la siguiente fase por Los Nuevos Infernales (Euforia & Nosferatu). Días después, participó por el "Trofeo Generación del 75", el cual fue ganado por El Hijo del Fantasma. Al mes siguiente, hizo pareja con Dos Caras, Jr. en el Torneo Gran Alternativa, pero fueron derrotados en la final por Dragón Rojo, Jr. y Último Guerrero.
Metalik viajó a Europa para participar en el Tour del Consejo Mundial de Lucha Libre en España, enfrentando a rivales de mayor experiencia como Arkangel, Damián 666, Mr. Águila y Virus. Metalik volvió a la Arena Coliseo de Guadalajara para participar por el "Torneo Corona", el cual ganó teniendo de pareja a La Sombra, venciendo en la final a Los Guerreros de la Atlántida, compuestos por Olímpico y Último Guerrero. El 4 de noviembre de 2008 fue su última lucha como "Metalik", haciendo mancuerna con El Valiente para ganarle a Maléfico y Tóxico en la Coliseo de Guadalajara.
El 7 de noviembre de 2008 fue su debut oficial como "Máscara Dorada", saliendo victorioso junto a La Máscara y La Sombra en el encuentro semifinal frente a Los Hijos del Averno (Averno, Ephesto & Mephisto) en la Arena México. Con Máscara Dorada ha sucedido el único caso dentro de la lucha libre en que un luchador mini ha dejado a un luchador de tamaño normal usar su nombre, ya que este tomó su personaje de Mascarita Dorada. El 9 de diciembre de 2008, Máscara Dorada participó en un Torneo Cibernético de 12 hombres para sacar al retador oficial por el Campeonato Nacional de Peso Wélter, torneo en el que Dragón Rojo, Jr. salió triunfante.
El 20 de febrero de 2009, Máscara Dorada luchó en el "Match Relámpago" contra Virus, el cual este último salió con la victoria. Dos días después en la Arena Coliseo de Guadalajara, Black Warrior junto a Dragón Rojo, Jr. y Sangre Azteca vencieron a Blue Panther, Máscara Dorada y Stuka, Jr. en un "Torneo de Tríos". El 7 de abril de 2009, Máscara Dorada ganó un Torneo Cibernético de 10 luchadores, convirtiéndose así en el nuevo Campeón Mundial de Peso Superligero del CMLL.
Dorada, ya como campeón superligero, ganó también la oportunidad de participar en el Torneo por el Campeonato Universal, en el cual sólo participan luchadores que posean algún título nacional o del CMLL. En la primera ronda, luchó en contra de Black Warrior, sin embargo salió perdedor. El 9 de agosto de 2009, defendió su Campeonato Mundial de Peso Superligero ×÷~#○##○○#○@•$$●□:)

### New Japan Pro-Wrestling (2010-2016)
En Wrestle Kingdom V, La Sombra y Máscara Dorada vencieron a Héctor Garza y Jushin Liger en el segundo encuentro de la noche, en lo que anunciaron como "Road to FantasticaMania 2011". En FantasticaManía 2011, el 22 de enero enfrentó a Ryusuke Taguchi, perdiendo el Campeonato Mundial de Peso Wélter del CMLL. Al día siguiente, defendió junto a La Máscara y La Sombra el Campeonato Mundial de Tríos del CMLL, derrotando a Shigeo Okumura, Tetsuya Naito y Yujiro Takahashi.

### WWE

#### WWE Cruiserweight Classic (2016-2017)
El 13 de junio, WWE anunció a Dorada, bajo el nombre de "Gran Metalik", como participante en el torneo de Cruiserweight Classic.
El 23 de junio, derrotó a Alejandro Sáez en una lucha de primera ronda. El 14 de julio, Metalik derrotó a Tajiri en su partido de segunda ronda. Al día siguiente, se informó de que Metalik había firmado con la WWE. El 31 de agosto, Metalik derrotó a Akira Tozawa, clasificando a las semifinales del torneo. El 5 de septiembre, WWE anunció que Gran Metalik sería parte de la división de pesos crucero en la marca Raw. El 14 de septiembre, venció a Zack Sabre Jr., siendo finalista junto a T.J. Perkins. Esa misma noche, fue derrotado por Perkins siendo este último el ganador del Campeonato Crucero de WWE.
El 28 de abril en Main Event Metalik y Lince Dorado derrotaron a Drew Gulak y Tony Nese. El 12 de mayo en Main Event Metalik fue derrotado por Noam Dar. En el episodio de 205 Live del 16 de mayo Metalik fue nuevamente derrotado por Noam Dar. El 26 de mayo en Main Event Metalik fue derrotado por TJ Perkins. El 16 de junio en Main Event Metalik fue derrotado por Ariya Daivari. El 23 de junio en Main Event Metalik fue derrotado por Tony Nese. En el episodio de 205 Live del 1 de agosto Metalik fue derrotado por Tony Nese. El 4 de agosto en Main Event Metalik y Lince Dorado derrotaron a Brian Kendrick Y Drew Gulak. En el episodio de 205 Live del 15 de agosto Metalik y Cedric Alexander derrotaron a Drew Gulak y Tony Nese. El 18 de agosto en Main Event Metalik y Lince Dorado derrotaron a Ariya Daivari y Drew Gulak. En el episodio de Raw del 21 de agosto Metalik, Cedric Alexander, Mustafa Ali y Rich Swann derrotaron a Ariya Daivari, Drew Gulak, Noam Dar y Tony Nese. En el episodio de 205 Live del 22 de agosto Metalik y Cedric Alexander derrotaron a Drew Gulak y Tony Nese. En el episodio de 205 Live del 29 de agosto Metalik, Cedric Alexander y Enzo Amore derrotaron a Drew Gulak, Noam Dar y Tony Nese. En el episodio de Raw del 4 de septiembre Metalik, Cedric Alexander y Enzo Amore derrotaron a Drew Gulak, Noam Dar y Tony Nese. En el episodio de 205 Live del 5 de septiembre Metalik participó en un Fatal 5-way Eliminatión Match que incluía también Cedric Alexander, The Brian Kendrick, Enzo Amore y Tony Nese para determinar el contendiente n° 1 al Campeonato Crucero de Neville, pero fue eliminado por Alexander. El 15 de septiembre en Main Event, Gran Metalik, Lince Dorado y Mustafa Ali derrotaron a Ariya Daivari, Noam Dar y Tony Nese. En el episodio de Raw del 18 de septiembre Metalik fue derrotado por neville en una lucha no titular. El 28 de septiembre en Main Event Metalik y Lince Dorado derrotaron a Drew Gulak y Tony Nese. En el episodio de Raw del 23 de octubre Metalik, Cedric Alexander, Kalisto, Mustafa Ali y Rich Swann derrotaron a Enzo Amore, Ariya Daivari, Drew Gulak, Noam Dar y Tony Nese. En el episodio de 205 Live del 24 de octubre Metalik fue derrotado por Drew Gulak. En el episodio de 205 Live del 31 de octubre Metalik participó en un Fatal 4-Way Match que incluía también a Ariya Daivari, Mustafa Ali y Tony Nese pero la lucha fue ganada por Ali. El 24 de noviembre en Main Event Metalik derrotó a Tony Nese. En el episodio de 205 Live del 5 de diciembre Metalik fue derrotado por The Brian Kendrick. El 13 de diciembre en Main Event Metalik y Akira Tozawa derrotaron a The Brian Kendrick y Jack Gallagher. En el episodio de 205 Live del 19 de diciembre Metalik y Kalisto derrotaron a The Brian Kendrick y Jack Gallagher por descalificación.

#### 2018-2019
En el episodio de 205 Live del 9 de enero de 2018 Metalik derrotó a TJP. En el episodio de 205 Live del 16 de enero Metalik derrotó nuevamente a TJP. En el episodio de 205 Live del 23 de enero Metalik, Kalisto y Lince Dorado derrotaron a Ariya Daivari, TJP y Tony Nese. El 24 de enero en Main Event Metalik y Kalisto derrotaron a Jack Gallagher y TJP.

#### 205 Live (2016-2019)
El 19 de septiembre de 2016 en Raw, fue presentado por Mick Foley como parte de la división crucero de WWE junto a Rich Swann, Cedric Alexander y Brian Kendrick. Esa misma noche, participó en un Fatal 4-way Match para ser el retador #1 por el Campeonato Crucero de WWE entre Kendrick, Swann, Alexander y Gran Metalik, siendo Kendrick el ganador. Debido a su contrato con CMLL, no apareció hasta finalizar su estancia en México.
El 29 de noviembre en 205 Live, reapareció presentándose con todo los luchadores de la división crucero de WWE.
Volvió el 14 de febrero de 2017 en 205 Live después de varias semanas de promos anunciándolo de su regreso en una lucha contra Drew Gulak en la cual salió ganador.
El 3 de marzo derrotó a Ariya Daivari en un espectáculo de Main Event. El 24 de marzo Derrotó junto con Gentleman Jack Gallagher a Ariya Daivari y a Noam Dar en una transmisión de Main Event.
El 31 de marzo en Main Event hizo pareja con Lince Dorado y Mustafa Ali para luchar contra Tony Nese, Ariya Daivari y Drew Gulak en la cual Dorado, Ali y Metalik salieron ganadores.
El 1 de abril derrotó a Tony Nese en un espectáculo no televisado de NXT At AXXESS. El 14 de abril hizo pareja con Lince dorado para luchar contra Drew Gulak y Tony Nese pero fueron derrotados.
El 21 de abril Metalik y Lince Dorado lucharon en un evento de WWE Main Event contra Tony Nese y Ariya Daivari en la cual fueron derrotados. Después de varios combates en 205 Live y en Main Event hasta 2018, en 2018, en el Royal Rumble hizo equipo junto a Kalisto & Lince Dorado para derrotar a TJP, Jack Gallagher & Brian Kendrick durante el Kick Off. En el 205 Live del 30 de enero fue derrotado por Cedric Alexander en la primera ronda del Torneo por el Vacante Campeonato Peso Crucero. 
Luego pasaría a formar el Stable de Lucha House Party con Kalisto & Lince Dorado. En octubre, volvería a Raw debutando con el Stable The Lucha House Party derrotando a The Revival(Dash Wilder & Scott Dawson), entrando así en una rivalidad con ellos derrotándolos en varias oportunidades en combates de The Lucha House Party Rules durante las siguientes semanas. Luego participarían en un Fatal-4-Way Match donde también estarían incluidos The B-Team, The Revival & A.O.P por una oportunidad a los Campeonatos en Pareja de Raw. Sin embargo perdieron ganando The Revival. Luego el Stable participaría en el Fresh-Off Battle Royal por una oportunidad por el Campeonato Intercontinental en Raw pero fue eliminado por Apollo Crews ganando este último. Luego entrando en el 2019 perderían frente a The Revival el 14 de enero en Raw. Luego entrarían en un feudo con Mike Kanellis & Maria Kanellis en 205 Live.
En Wrestlemania 35 participó del André the Giant Memorial Battle Royal en donde fue eliminado por Jinder Mahal.
El 16 de abril Metalik estuvo en una Fatal 4 Way Match por una oportunidad al Título del Peso Crucero frente a Mike Kanellis,Akira Tozawa & Ariya Daivari, ganando Daivari.
El 30 de abril en 205 Live junto con Lince Dorado (Lucha House Paty) derrotaron a los que regresaron a 205 Live The Singh Brothers(Sunil & Samir) con los cuales tendrían un feudo en 205 Live. En Money In The Bank atacaron a Lars Sullivan comenzando un feudo contra el Raw, ya que las siguientes semanas en Raw tendrían encuentros ya fuera que eran atacados por Sullivan o atacaban a Sullivan, y su feudo se llevó hasta WWE Super ShowDown donde perdieron por descalificación en un 3 on 1 Handicap Match, pero después de la lucha serían atacados por Sullivan, y el Raw del 10 de junio terminó el feudo en un 3 on 1 Handicap Elimination Match, ganando Sullivan. 

#### SmackDown (2019-2021)
Durante el Draft, junto a Kalisto & Lince Dorado fueron traspasados a SmackDown!. En Crown Jewel, junto Lince Dorado se enfrentaron a The O.C. (Luke Gallows & Karl Anderson), The Viking Raiders (Erik & Ivar), The New Day(Big E & Kofi Kingston), Heavy Machinery (Otis & Tucker), The Revival(Dash Wilder & Scott Dawson) , Curt Hawkins & Zack Ryder, Dolph Ziggler & Robert Roode y The B-Team(Curtis Axel & Bo Dallas) en un Tag Team Turmoil Match por la Copa Mundial de la WWE, entrando de #2, sin embargo fueron eliminados por Roode & Ziggler. En el Kick-Off de Survivor Series, junto a Lince Dorado se enfrentaron a Street Profits(Angelo Dawkins & Montez Ford), Dolph Ziggler & Robert Roode, The Forgotten Sons (Steve Cutler & Wesley Blake) (con Jaxson Ryker), Curt Hawkins & Zack Ryder, Imperium (Fabian Aichner & Marcel Barthel) (con WALTER), Heavy Machinery (Otis & Tucker), Breezango (Fandango & Tyler Breeze), The Revival (Dash Wilder & Scott Dawson) y The O.C. (Luke Gallows & Karl Anderson) en un Interbrand Tag Team Battle Royal Match, eliminando a The Forgotten Sons, sin embargo fueron eliminados por The Street Profits. En el SmackDown del 6 de diciembre, se enfrentaron a Heavy Machinery(Otis & Tucker), The Revival(Dash Wilder & Scott Dawson), Shorty G & Mustafa Ali en un Fatal-4 Way Match Elimination Tag Team Match por una oportunidad a los Campeonatos en Parejas de SmackDown! de The New Day(Big E & Kofi Kingston) en TLC: Tables, Ladders & Chairs, sin embargo fueron eliminados por Heavy Machinery.
Comenzando el 2020, en el SmackDown! del 31 se enero, junto a Lince Dorado se enrfretaron a Heavy Machinery(Otis & Tucker), John Morrison & The Miz en un Fatal-4 Way Tag Team Match por una oportunidad a los Campeonatos en Parejas de SmackDown! de The New Day(Big E & Kofi Kingston) en Super ShowDown, sin embargo perdieron. En el SmackDown! posterior se anunció que junto a Lince Dorado se enfrentarían a John Morrison & The Miz, The New Day (Kofi Kingston & Big E), Heavy Machinery (Otis & Tucker), Dolph Ziggler & Robert Roode y The Usos (Jimmy Uso & Jey Uso) en un Elimination Chamber Match por los Campeonatos en Parejas de SmackDown! en Elimination Chamber, en el SmackDown! del 6 de marzo, junto a Lince Dorado se enfrentaron a John Morrison & The Miz, The New Day (Kofi Kingston & Big E), Heavy Machinery (Otis & Tucker), The Usos (Jimmy Uso & Jey Uso), Dolph Ziggler & Robert Roode en un Tag Team Gauntlet Match, donde el equipo ganador será el último puesto en entrar en la Elimination Chamber Match por los Campeonatos en Parejas de SmackDown! en Elimination Chamber, entrando de #3, sin embargo fueron eliminados por Heavy Machinery. En Elimination Chamber, junto a Lince Dorado se enfrentó a John Morrison & The Miz, The New Day(Kofi Kingston & Big E), Heavy Machinery (Otis & Tucker), Dolph Ziggler & Robert Roode y The Usos (Jimmy Uso & Jey Uso) en un Elimination Chamber Match por los Campeonatos en Parejas de SmackDown!, entrando de #5, sin embargo fueron los primeros eliminados por Heavy Machinery. En el SmackDown! posterior a WrestleMania 36, junto a Lince Dorado fueron derrotados por The Forgotten Sons(Steve Cutler & Wesley Blake)(con Jaxson Ryker), quienes hacían su debut, en el SmackDown! del 24 de abril, junto a Lince Dorado derrotaron John Morrison & The Miz, siendo su primera victoria en SmackDown!, la siguiente semana en SmackDown! junto a Lince Dorado & The New Day(Big E & Kofi Kingston) fueron derrotados por The Forgotten Sons(Steve Cutler & Wesley Blake) (con Jaxson Ryker), John Morrison & The Miz, se anunció que junto con Lince Dorado se enfrentarían a The New Day(Kofi Kingston & Big E), The Forgotten Sons(Steve Cutler & Wesley Blake) (con Jaxson Ryker), John Morrison & The Miz en una Fatal-4 Way
Tag Team Match por los Campeonatos en Parejas de SmackDown! en Money In The Bank. En Money In The Bank, junto Lince Dorado se enfrentaron a The New Day(Big E & Kofi Kingston), The Forgotten Sons(Steve Cutler & Wesley Blake) (con Jaxson Ryker), John Morrison & The Miz en una Fatal-4 Way
Tag Team Match por los Campeonatos en Parejas de SmackDown!, sin embargo, perdieron. En el SmackDown! del 29 de mayo, se enfrentó a Sheamus, King Corbin, Dolph Ziggler, Shinsuke Nakamura, Shorty G, Jey Uso, Cesaro, Lince Dorado y a Drew Gulak en una Battle Royal Match para reemplazar a Jeff Hardy en el Torneo por el vacante Campeonato Intercontinental, debido a que fue arrestado(KayFabe), sin embargo fue eliminado por Corbin.
Comenzando el 2021, en el Raw Legends Night del 4 de enero, junto a Lince Dorado derrotaron a los Campeones en Parejas de Raw The Hurt Business(Cedric Alexander & Shelton Benjamin) en un combate no titular, en el Raw del 18 de enero, junto a Lince Dorado & Riddle fueron derrotados por The Hurt Business(Bobby Lashley, Cedric Alexander & Shelton Benjamin), en el Raw del 1 de febrero, junto a Lince Dorado, se enfrentaron a The Hurt Business(Cedric Alexander & Shelton Benjamin) por los Campeonatos en Parejas de Raw, sin embargo perdieron, en el Raw del 15 de febrero, junto a Lince Dorado & Riddle derrotaron a The Hurt Business(M.V.P, Cedric Alexander & Shelton Benjamin), después del combate fueron atacados por Bobby Lashley, la siguiente semana en Raw, junto a Lince Dorado fueron derrotados por los Campeones en Parejas de Raw The Hurt Business(Cedric Alexander & Shelton Benjamin) en un Tornado Tag Team Match sin los títulos en juego, la siguiente semana en Raw, junto a Lince Dorado & Riddle derrotaron a RETRIBUTION(MACE, SLAPJACK & T-BAR), la siguiente semana en el Main Event emitido el 11 de marzo, junto a Lince Dorado fueron derrotados por RETRIBUTION(MACE & T-BAR), la siguiente semana en el Main Event emitido el 25 de marzo, fue derrotado por Angel Garza y en el Main Event emitido el 8 de abril, junto a Lince Dorado derrotaron a Akira Tozawa & Angel Garza. En el SmackDown! WrestleMania Edition, junto a su compañero Lince Dorado, participó en el André the Giant Memorial Battle Royal, eliminando a su compañero Lince Dorado, sin embargo fue eliminado por su compañero King Corbin. En el Raw del 3 de mayo, junto a Lince Dorado derrotaron a Cedric Alexander & Shelton Benjamin, en el Raw del 31 de mayo, junto a Lince Dorado fueron derrotados MACE & T-BAR, la siguiente semana en Raw, originalmente iba a participar junto a su compañero Lince Dorado en el Tag Team Battle Royal por una oportunidad a los Campeonatos en Parejas de Raw de AJ Styles & Omos, pero se ausento debido a una lesión, dejando a Dorado participar individualmente representando a Lucha House Party, sin embargo Dorado fue el primer eliminado por John Morrison, la siguiente semana en el Main Event emitido el 17 de junio, regreso de su lesión y junto a Lince Dorado siendo derrotados por MACE & T-BAR,
La WWE notificó que Gran Metalik fue despedido en noviembre de 2021.

### All Elite Wrestling (2022-presente)
El 19 de septiembre de 2022, Metalik (bajo el nombre de Máscara Dorada) apareció en AEW Dark: Elevation donde derrotó a Serpentico en una lucha individual.

### Ring of Honor (2022-presente)
El 10 de diciembre de 2022, Dorada fue derrotada por Jeff Cobb durante el pre-show de Final Battle.

## Campeonatos y logros
- Comisión de Box y Lucha Libre de México, D.F.
  - Campeonato Nacional de Tríos (1 vez) - con Metro & Stuka, Jr.[29]

- Consejo Mundial de Lucha Libre
  - Campeonato Mundial de Peso Superligero del CMLL (1 vez)[30]
  - Campeonato Mundial de Peso Wélter del CMLL (4 veces)[31]
  - Campeonato Mundial de Tríos del CMLL (2 veces) - con La Máscara & La Sombra(1)[32] y Místico & Valiente (1)
  - Torneo Nacional de Parejas Increíbles (2010) - con Atlantis[33]
  - Torneo Nacional de Parejas Increíbles (2011) - con Atlantis

- WWE
  - WWE 24/7 Championship (1 vez)

- Campeonatos locales
  - Campeonato de Peso Wélter de Occidente (1 vez)[34]
  - Torneo Corona (2008) - con La Sombra[35]

- Pro Wrestling Illustrated
  - Situado en el N.º 240 en los PWI 500 de 2010[36]
  - Situado en el N.º 273 en los PWI 500 de 2011[37]
  - Situado en el N.º 239 en los PWI 500 de 2012[38]
  - Situado en el N.º 152 en los PWI 500 de 2013[39]
  - Situado en el N.º 343 en los PWI 500 de 2014[40]
  - Situado en el N.º 291 en los PWI 500 de 2016[41]
  - Situado en el N.º 209 en los PWI 500 de 2017[42]

- Wrestling Observer Newsletter
  - Lucha 5 estrellas (2024)  vs. Templario en CMLL Súper Viernes el 5 de enero
  - Lucha 5 estrellas (2025) vs. Bandido en CMLL Martes Populares. el 17 de junio
  - Lucha 5 estrellas (2025) con Mistico vs. Bandido y Hologram en CMLL Fantasía Mania México el 20 de junio

## Luchas de apuestas
| Apuesta   | Ganador | Perdedor | Lugar                        | Ciudad               | Fecha              |       |
| --------- | ------- | -------- | ---------------------------- | -------------------- | ------------------ | ----- |
| Cabellera | Metalik | Jeque    | Arena Coliseo de Guadalajara | Guadalajara, Jalisco | 18 de mayo de 2008 | [ 3 ] |